# Иркутский алюминиевый завод
Ирку́тский алюми́ниевый заво́д (филиал «ИркАЗ-СУАЛ» ОАО «Сибирско-Уральская Алюминиевая Компания» или сокращенно «ИркАЗ») — один из крупнейших и старейших алюминиевых заводов в Восточной Сибири и Российской Федерации. Расположен в промышленной зоне города Шелехова Иркутской области. Входит в состав объединённой компании «РУСАЛ».

## История

### 1951—1991
При проектировании «Иркутского алюминиевого завода» рассматривалось восемь возможных территорий, где будет построено промышленное предприятие. Назывались посёлок Смоленщина, деревня Кузьмиха (ныне район Иркутска), станции Батарейная и Мегет, районы близ Иркутска и Ангарска. Все варианты по разным причинам были отклонены комиссией Иркутского облисполкома. Наконец, в июле 1951 года была определена окончательная площадка строительства «Иркутского алюминиевого завода» на землях Олхинского колхоза имени Ленина, который выделил 370 га, а жилой посёлок завода — на землях совхоза имени Куйбышева (будущий город Шелехов).
12 июня 1953 года на стройке «Иркутского алюминиевого завода» состоялся первый рабочий день. Спустя полгода, в январе 1954 года, директором строящегося завода был назначен Тимофей Панжин, который занимал этот пост до 1970 года.
Первая выливка не только шелеховского, но и Восточно-Сибирского алюминия была совершена 10 февраля 1962 года в 13 часов. Она была сделана из ванны № 415 четвёртого корпуса электролиза сменой Степана Владимировича Голубцова. Плавку принимал начальник электролизного цеха Павел Росляков. Об этом событии писали всесоюзные газеты «Известия», «Комсомольская правда», «Советская Россия» и другие; сообщали радио и телевидение, «Восточно-Сибирская студия кинохроники».
Алюминий «ИркАЗа» впервые был отправлен потребителю 24 марта 1962 года. Поначалу он был третьего сорта. Но уже в конце марта из ванны № 402 был вылит алюминий первого сорта, а 11 апреля — нулевого (высшего). За первый год работы завода было выдано около 2 739 600 тонн первичного сплава. Введены в строй основные цеха, станции и комбинаты, необходимые для эффективной работы и выпуску продукции.
В 1965 году на заводе было организовано литейно-прокатное производство, началось производство алюминиевой катанки.

### 1992—2012
В 1992 году завод был приватизирован и стал открытым акционерным обществом. Путём слияния «Иркутского алюминиевого завода» и «Каменск-Уральского металлургического завода» в 1996 году, была образована «Сибирско-Уральская Алюминиевая компания». После объединения компаний «СУАЛ» и «РУСАЛ», ИркАЗ вошёл в состав объединённой компании «РУСАЛ» в марте 2007 года.
С 2005 года на заводе началась реализация проекта крупномасштабной модернизации. В связи с чем была построена пятая серия электролиза, ввод первого корпуса которой состоялся 6 февраля 2008 года. Инвестиции в проект составили более 1.5 млрд рублей.
В 2012 году «Иркутский алюминиевый завод» отметил 50-летие своей деятельности.

## Производство
«Иркутский алюминиевый завод» производит как первичный алюминий, так и продукцию из него. Это чушки, катанка, силумин. На предприятии сосредоточена вторая стадия производства алюминия — электролиз глинозёма. Она очень энергоёмка, поэтому приближена к Иркутской ГЭС. На выплавку одной тонны алюминия расходуется 1,92 тонны глинозёма и 16-18 тысяч кВт·ч электроэнергии.
Сырьё для алюминия в виде глинозёма привозится с Урала, Казахстана и Ачинского глинозёмного комбината в Красноярском крае. Продукция направляется во многие экономические районы европейской части России и за границу. Её высокое качество и конкурентные способности «ИркАЗа» не раз отмечались премиями и призами на престижных международных конкурсах, а торговая марка завода зарегистрирована на Лондонской бирже металлов.
После окончания строительства завода «Иркутсккабель» (также находится в городе Шелехове) и ввода его мощностей большая часть катанки с «ИркАЗа» поступает на этот завод.

## Деятельность

### Производственные показатели
За 2008 год объём выпуска металла на «ИркАЗе» составил 357.632 тонн алюминия.

### Сертификаты
Завод сертифицирован на соответствие международным стандартам ISO 9000:2008 (качество) и ISO 14001:2004 (экология).

## Завод в жизни города
Вместе со строительством завода, создавалась инфраструктура города Шелехова — главным образом, для работников «ИркАЗа» и его строителей. Так появились: Дворец культуры «Металлург», санаторий-профилакторий «Металлург», спортивный стадион «Металлург», туристическая база отдыха «Металлург».
«Иркутский алюминиевый завод» имеет собственный музей, который расположен в ДК «Металлург». С 1974 по 2002 год завод выпускал собственную газету «Шелеховский металлург».